# 堅田少輔
堅田 少輔（かただ しょうすけ、嘉永3年10月26日（1850年11月29日）- 大正8年（1919年）11月29日）は、幕末の長州藩士、明治から大正初期の教育者、政治家。長州藩家老、衆議院議員、山口県都濃郡湯野村長。旧姓・高洲。諱・信義、親正。通称・健助、大和、少輔。

## 経歴
長門国阿武郡萩平安古（山口県阿武郡萩町を経て現萩市平安古）で、長州藩寄組士・高洲平七元忠の五男として生まれた。嘉永4年（1851年）同藩寄組士筆頭・堅田安房謹恪の婿養子となり家督を相続した。
慶応元年（1865年）5月、八幡隊総管に就任。慶応2年（1866年）6月）、第二次長州征討で芸州口から豊前小倉に転戦した。慶応3年（1867年）、鋭武隊総管となる。同年11月、討幕軍・山陽道出兵総督に任じられ、明治元年（1868年）1月、備後福山城を攻略した。
明治維新後の明治4年（1871年）にアメリカ合衆国に留学してコロンビア大学に入学。明治8年（1875年）に帰国、工部大学校技手に就任。明治10年（1877年）に辞職し、東京に成章学舎を創立した。明治17年（1884年）山口中学校（現山口県立山口高等学校）教諭に就任し、明治20年（1887年）には山口高等中学校教授に転じた。
井上正一が大審院判事となり議員を退職したため、堅田は高等中学校を退職し明治24年（1891年）7月に実施の第1回衆議院議員総選挙山口県第2区補欠選挙で当選し、さらに明治25年（1892年）2月の第2回総選挙（山口県第2区、中央交渉会）でも再選され、その後、議員倶楽部に所属し衆議院議員に連続2期在任した。
明治31年（1898年）に佐波郡立周陽中学校（現山口県立防府高等学校）長に就任。大日本教育会山口支会商議員も務めた。明治42年（1909年）には堅田氏伝来の所領であった都濃郡湯野村の村長となる。大正3年（1914年）に引退し、山口湯田に移り、大正8年（1919年）11月、病のため死去した。

## 親族
- 兄 国司親相（長州藩家老）[1][2][3]